# 7,8-diidrossichinurenato 8,8a-diossigenasi
La 7,8-diidrossichinurenato 8,8a-diossigenasi è un enzima appartenente alla classe delle ossidoreduttasi, che catalizza la seguente reazione:
7,8-diidrossichinurenato + O2 ⇄ 5-(3-carbossi-3-ossopropenil)-4,6-diidrossipiridina-2-carbossilato
L'enzima richiede Fe2+.